# Lijst van dialecten van de wereld - O
Deze lijst van dialecten is zeker niet compleet en de aanduiding 'dialect' zal voor diverse van de genoemde variëteiten zeker omstreden zijn. De lijst bevat in principe alleen variëteiten die nauwelijks standaardisatie hebben ondergaan. Ze zijn geordend onder een kop die ofwel redelijk adequaat de genoemde subvariëteiten omvat, ofwel de naam is van de standaardtaal die door de dialectsprekers als lingua franca wordt gehanteerd.
Zie voor achtergronden over de schakeringen van de taal-dialectrelatie de lemma's variëteit (taalkunde), taal, dialect, streektaal, standaardtaal, dialectcontinuüm, taalfamilie.

## Occitaans
Aupenc - Auvernhat - Gascons - Languedociaans - Lemosin - Provençaals - Shuadit - Vivaro-Alpin

### Subdialecten van het Auvernhat
Bas-Auvernhat - Haut-Auvernhat

### Subdialecten van het Gascons
Aranees - Ariégeois - Béarnais - Noord-Gascons - Parlar Clar - Parlar Negre

### Subdialecten van het Languedociaans
Bas-Languedocien - Guyennais - Haut-Languedocien - Languedocien moyen

### Subdialecten van het Lemosin
Haut-Limosin - Bas-Limosin

### Subdialecten van het Provençaals
Dauphinois - Gavot - Maritiem-Provençaals - Niçard - Rhodanien - Transalpijns

## Oekraïens
Noordwest-Oekraïens - Oost-Oekraïens - Zuidwest-Oekraïens

## Onin
Nikuda - Ogar - Patipi - Sepa

## Ontong Java
Luangiua - Pelau

## Oost-Ambae
Lolokaro - Lombaha - Longana

## Oost-Bru
Tri

## Oostelijk Canadees Inuktitut
Baffinland 'Eskimo' - Labrador 'Eskimo' - Québec 'Eskimo'

## Oostelijk Lawa
Phalo - Phang

## Oostelijk Mnong
Chil - Mnong Gar - Mnong Kwanh - Mnong Rolom

## Oost-Muria
Lanjoda - Raigarh

## Oostelijk Penan
Penan Apoh

## Oost-Gurage
Enneqor - Silti - Ulbarag - Wolane

## Opperguinea-Crioulo
Bafatá Creools - Cacheu-Ziguinchor-Creools - Bissau-Bolama-Creools

## Oost-Makiaans
Kayoa - Oost-Makiaans

## Opperkinabatangaans
Dusun Segama - Kalabuaans - Makiang - Sinabu'

## Opperta'oih
Ha'aang - Kamuan' - Leem - Palee'n - Pasoom

## Orizaba-Nahuatl
Ixhuatlancillo-Nahuatl

## Orma
Munyo - Orma - Waata

## Oroch
Kjakela - Namunka - Orichen - Tez

## Orok
Poronaisk - Val-Nogliki

## Oy
Inn Tea - Kranyeu - Riyao - Tamal Euy
A · B · C · D · E · F · G · H · I · J · K · L · M · N · O · P · Q · R · S · T · U · V · W · Y · Z